# Wetenschappelijk racisme
Wetenschappelijk racisme, ook wel biologisch racisme, was de wetenschappelijke overtuiging dat er wetenschappelijk bewijs bestond voor een 'raciale' superioriteit, respectievelijk inferioriteit van een bepaalde etnische groep in een samenleving. Deze overtuiging vormde de rechtvaardiging voor rassendiscriminatie tegen de inferieur geachte groep. In de wetenschap was onderscheid in menselijke rassen, met name aan het einde van de achttiende en gedurende de negentiende eeuw algemeen aanvaard. Tegenwoordig is deze rassenleer achterhaald als een pseudowetenschap, door inzichten vanuit de moderne erfelijkheidsleer.

## Classificatie
Classificatie in de academische wereld werd lange tijd gedomineerd door het aristotelisme, de filosofische leer gebaseerd op de werken van de oud-Griekse filosoof Aristoteles (384–322 v.Chr.). Deze brede leer probeerde een volledig wereldbeeld te schetsen en bood veelomvattende verklaringen voor de natuurkundige wereld. Deze indeling van Aristoteles hield lang stand. Onder meer de filosoof en kosmoloog Giordano Bruno (1548 - 1600), politiek filosoof Jean Bodin (1530-1596), geograaf Bernard Varenius (1622 - 1650/1651), botanicus John Ray (1627 – 1705) en filosoof François Bernier (1620 - 1688) kwamen met classificaties van mensen. De wetenschappelijke methode kreeg echter in de Moderne Tijd (na 1800) steeds meer navolging.  

### Linnaeus

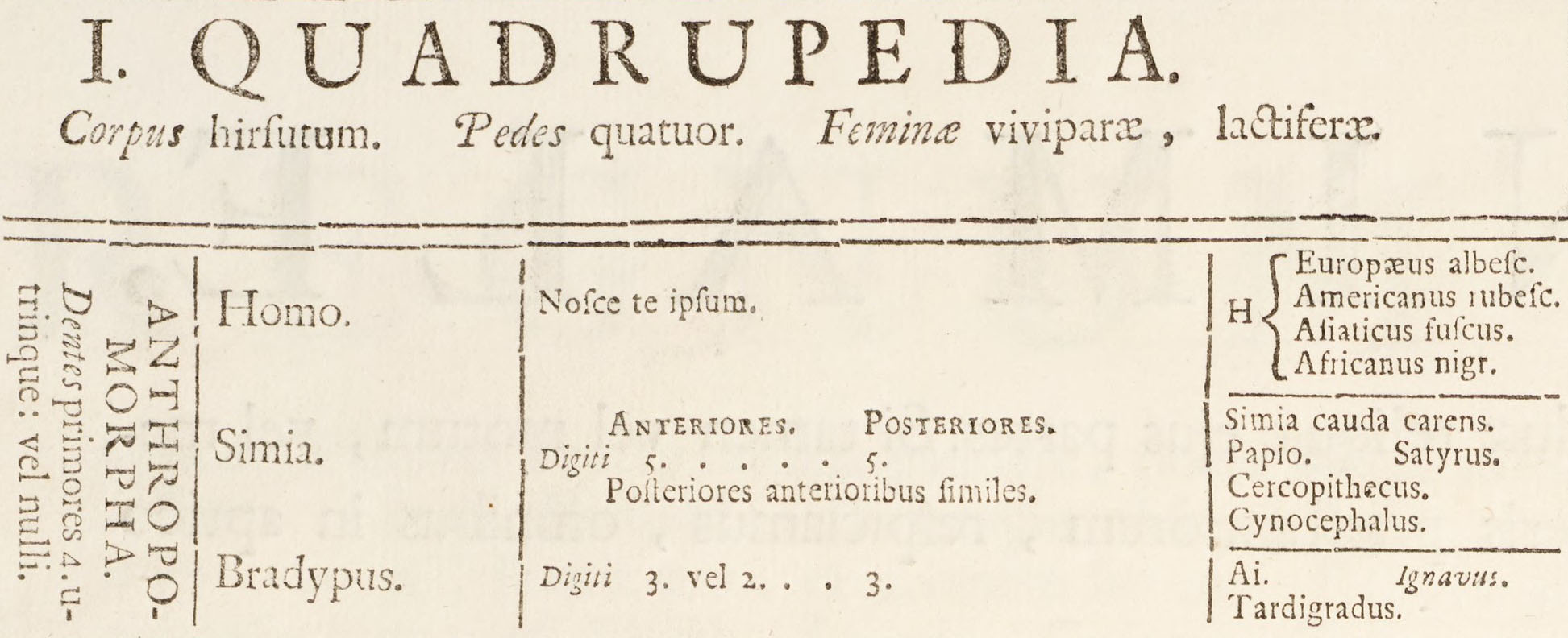
De vier mensensoorten volgens Linnaeus in 1735

De invloedrijkste wetenschappelijke onderverdeling van de mens kwam van de zoöloog en plantkundige Carl Linnaeus. Deze publiceerde in 1735 de eerste uitgave van zijn boek Systema naturae waarin hij het planten-, dieren- en mineralenrijk indeelde in biologische klassen. In de classificatie werd ook de mens - naast andere dieren - vermeld bij de viervoetigen als het geslacht Homo. Linnaeus verdeelde de mens in vier soorten op niet-alfabetische volgorde naar continent en huidskleur: H. Europaeus albesc. (de Europese witte mens), H. Americanus rubesc. (de Amerikaanse rode mens), H. Asiaticus fuscus (de Aziatische bruine mens) en H. Africanus nigr. (de Afrikaanse zwarte mens). De tiende druk van 1758 had bij wat ondertussen Homo sapiens was geworden, een iets andere indeling en benamingen. Ook werden in deze uitgave twee mythische mensensoorten gevoegd, de Homo monstrosus (de monsterlijke mens) en de Homo ferus (de wilde mens)
Naar Hippocrates' temperamentenleer gaf Linnaeus elke soort ook een temperament, de Amerikaan cholericus, de Europeaan sanguineus, de Aziaat melancholicus en de Afrikaan phlegmaticus. Verder gaf hij enkele eigenschappen voor elke soort, maar het gebruikte neolatijn maakt niet duidelijk of dit de fysiek of de moraal zou moeten zijn. Amerikanen zouden geleid worden door gewoonten, Europeanen door rites, Aziaten door meningen en Afrikanen door willekeur.

### Buffon
Georges-Louis Leclerc de Buffon wijdde in Histoire naturelle uit 1749 een lang essay aan de variëteit onder mensen en maakte daarbij onderscheid tussen vier rassen, net als Linnaeus op geografische gronden. In Variétés dans l'espèce humaine beschreef hij hoe de verschillen bij de vele volkeren waren ontstaan door klimatologische omstandigheden, het klassieke idee dat door Montesquieu opnieuw onder de aandacht was gebracht. Anders dan Linnaeus zag hij die toestand niet als onveranderlijk. Hij stelde dan ook dat de Hottentotten uiteindelijk blank zouden worden als ze maar lang genoeg in Denemarken zouden wonen. Zijn terminologie liep nogal uiteen; zo sprak hij zowel van 'la nation tartare' als van 'cette race tartare'. Hoewel hij la race noire onderscheidde, achtte hij het noodzakelijk om daarbinnen op basis van vergelijkende anatomie ook verschillende rassen te onderscheiden (de diviser des noirs en différentes races). Daar was hij weinig complimenteus over:
De Moren zijn vrij klein, mager, zien er slecht uit en zijn geestrijk en verfijnd; de Negers daarentegen zijn groot, fors, goedgebouwd, maar onnozel en zonder vernuft. Buffon was degene die de aandacht van de Lumières verschoof naar een aparte wetenschap gericht op de mens, daarbij ingaand tegen de heersende religieuze opvattingen.

### Blumenbach

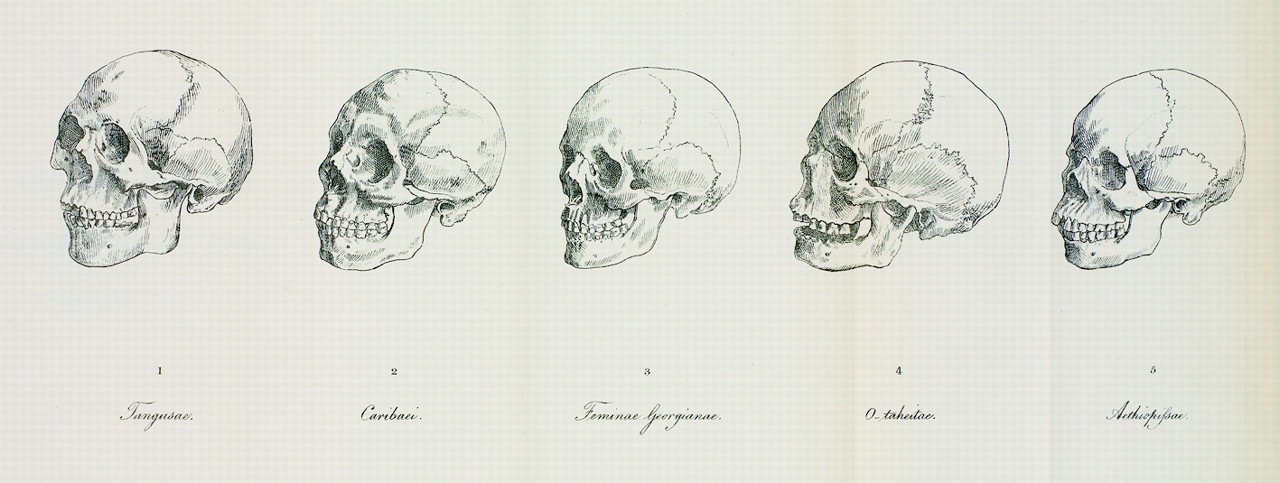
De vijf rassen volgens Blumenbach in de derde druk uit 1795 van De generis humani varietate nativa:
Tungusae, Caribaei, Feminae Georgianae, O-taheitae en Aethiopissae

Johann Friedrich Blumenbach, een andere belangrijke pionier van de biologische antropologie, promoveerde in 1775 op De generis humani varietate nativa. Hij kwam daarin, net als Linnaeus, op geografische gronden tot vier menselijke variëteiten. De West-Aziaten, Noord-Afrikanen, Lappen en Eskimo's vielen in de eerste druk onder Europa; in de derde druk vielen de laatste twee onder Azië. Op basis van de tweede reis van James Cook kwam Blumenbach in 1779 in Handbuch der Naturgeschichte tot vijf rassen, naast het Kaukasische, het Mongoloïde, het Ethiopische en het Amerikaanse ras ook het Maleise ras. Deze onderverdeling zou samenhangen met de verschillende manieren van voedselproductie, namelijk landbouw, visserij, jacht en veeteelt. 
Net als Buffon hing Blumenbach de degeneratietheorie aan die stelde dat alle rassen dezelfde oorsprong hadden, maar dat er door klimatologische omstandigheden bij de niet-Europeanen degeneratie was opgetreden. Hij zag dat niet als racistisch en gaf hoog op over de capaciteit van Afrikanen. Hij zelf prees onder meer violist Andreas Freydig, astronoom Benjamin Banneker, schrijvers Ignatius Sancho, Gustavus Vassa (Olaudah Equiano) en Phillis Wheatley en de theoloog Jacobus Capitein. Blumenbach bekritiseerde zijn collega's Meiners en Sömmerring die de Afrikanen als een minderwaardig ras beschouwden. Deze opvattingen kregen echter nauwelijks aandacht; dit in tegenstelling tot zijn classificatie die lange tijd toonaangevend bleef. Dat hij niet vrij was van racisme bleek uit zijn beoordeling van het Kaukasische ras. Hij beschouwde dat naar den Europäischen Begriffen von Schönheit an Gesichts- und Schädelform die bestgebildeten Menschen.

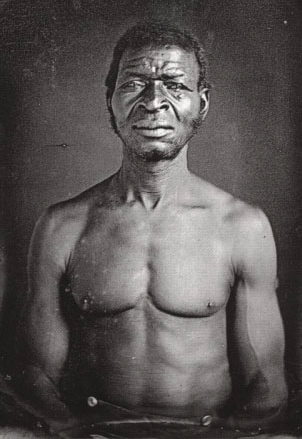
De daguerreotypen van slaven van Agassiz moesten Blumenbachs stelling over de minderwaardigheid van Afrikanen ondersteunen

Naast Blumenbach waren er ook anderen die tot een eigen classificatie kwamen. Julien-Joseph Virey stelde dat er twee rassen waren, blank en zwart, en zes onderrassen. Georges Cuvier telde drie rassen, James Cowles Prichard zeven naties en Louis Agassiz zag acht domeinen en daarmee samenvallende mensensoorten. Bory kwam zelfs tot vijftien rassen en Desmoulins tot zestien.
Daar waar deze wetenschappers de term ras gebruikten, was dit op de vrijblijvende manier van de achttiende eeuw. Cuvier verdedigde de Afrikanen aanvankelijk tegen de beeldvorming van Meiners en Sömmerring, maar twijfelde tien jaar later niet over de anatomische en intellectuele verschillen. 
Naast classificeren werd binnen de natuurlijke historie ook een hiërarchie aan de verschillende onderscheiden rassen toegekend. Het vastleggen van een ordening van mensen en dieren kende een lange geschiedenis die met de scala naturæ zeker tot Aristoteles terugging. In het christendom had de mens altijd bovenaan de hiërarchische ladder gestaan. Tijdens de verlichting werd deze ladder langzaam ontdaan van het goddelijke (theologische) aspect. 

### Camper
Tijdens de Verlichting werd ook steeds meer bekend over mensapen, onder meer door anatomen als Petrus Camper. Camper wist aan te tonen dat de mens verschilde van de mensapen en stelde dat er daarmee geen evolutionaire continuïteit was, ingaand tegen de toetssteen van Hume. Ook wees Camper polygenisme af, de mens was volgens hem een enkele soort. Naarmate het gezag van de Bijbel in deze zaken afnam, werd een evolutionaire continuïteit echter als steeds waarschijnlijker aangenomen. Zo zag Jean-Baptiste de Lamarck een evolutie naar bipedie als mensapen gedwongen zouden zijn uit de bomen te komen. Zo mengden de ideeën over de hiërarchie van dieren en die van mensen zich en werd de hypothese geopperd dat Afrikanen een schakel zouden zijn van mensaap naar mens in een lineaire evolutie. Zo voorzag Jacob Elisa Doornik deze mogelijkheid.

## Erfelijkheid

### Darwin
Waar er in de eerdere scala naturæ nog een onoverbrugbare kloof tussen mens en dier was, bleek met de publicaties door Charles Darwin van On the Origin of Species in 1859 en The Descent of Man in 1871 dat evolutie een continuüm inhield. Darwin maakte meer racialistisch onderscheid. On the Origin of Species van Darwin was weliswaar van grote invloed, maar in de antropologie werd zijn theorie van evolutie anders toegepast, meer in lijn met het idee van lamarckiaanse evolutie zoals uiteengezet door Lamarck in zijn Philosophie zoologique uit 1809. Volgens deze theorie zouden tijdens het leven verworven karakteristieken doorgegeven worden aan het nageslacht. De ideeën van sociaal darwinisme waren vooral afkomstig van Spencer, die aannam dat er geen sprake was van toeval, maar dat evolutie een doel heeft, een telos, naar een steeds complexere samenleving. Morgan en Tylor waren belangrijke vertegenwoordigers van het idee dat samenlevingen niet elk hun eigen ontwikkeling doormaakten, maar dat er sprake was van een universeel geldende ontwikkeling. Morgan onderscheidde in Ancient Society uit 1877 drie fases, van primitiviteit via barbaarsheid naar beschaving.

### Haeckel
Ernst Haeckel populariseerde de ideeën van Darwin in Duitsland, maar hing ook het sociaal darwinisme aan. Waar Darwin een monogenetische evolutie van de mens zag met een oorsprong in Afrika, baseerde Haeckel zich op taalkundige August Schleicher met zijn polygenetische hypothese dat verschillende taalgroepen waren ontstaan uit spraakloze oermensen. In Die Natürliche Schöpfungsgeschichte uit 1868 kwam hij met verschillende stambomen waaronder die van de mens. Daarin maakte hij onderscheid tussen de Wollhaarige (Ulotriches) en de Schlichthaarige (Lissotriches) mens. De wolharige mens zou een veel lager ontwikkelingsstadium kennen en veel dichter bij apen staan dan bij mensen met gewoon haar. Zo kwam hij tot een stamboom met bovenaan Berbers, Joden, Romeinen en Duitsers en onderaan Papoea's, Khoikhoi en Aborigines.

### Craniometrie en frenologie
Hoewel de ideeën van Darwin en daarvoor Linnaeus, Blumenbach en Camper niet uitgesproken racistisch waren en Camper zich had uitgesproken tegen de slavenhandel, gingen die nuances verloren in wat zich ontwikkelde tot het wetenschappelijk racisme. De hiërarchische onderverdelingen van Linnaeus, Blumenbach en Darwin dienden daarin als onderbouwing van de blanke superioriteit, terwijl de craniometrie van Camper zich uitbreidde tot de frenologie, waarbij aan de hand van de afmetingen van schedels uitspraken werden gedaan over karaktereigenschappen van hele bevolkingsgroepen. Hoewel Friedrich Tiedemann de ideeën van Cuvier aanhing, kwam hij op basis van anatomisch onderzoek tot de conclusie dat de hersenen van Afrikanen niet verschilden van Europeanen, daarmee ingaand tegen de heersende opvatting dat Afrikanen intellectueel inferieur zouden zijn. Hij was echter een uitzondering en zo ontstond een pseudowetenschap waarbij de eigenlijke boodschap van werken zoals die van Linnaeus en Darwin verloren ging en werden elementen ervan selectief gebruikt.
Robert Knox was een anatoom die zich onder meer met evolutie bezighield en daarbij de saltatie-variant met sprongsgewijze veranderingen aanhing. Knox was een abolitionist en antikolonist die protesteerde tegen de wrede onderdrukking van de inheemse bevolking door de Afrikaners. In 1850 publiceerde hij The Races of Men, waarin het dan heersende beeld naar voren kwam dat ras een bepalende factor was van cultuur, gedrag en karakter. Knox stelde dat de vele conflicten in Europa een raciale oorzaak hadden. Elk ras zou sterke en zwakke punten hebben en daarbij dikte hij deze vermeende raciale kenmerken aan. Ook bij Knox was ras ruim gedefinieerd, Scandinaviërs, Kelten, Slavoniërs en Sarmaten zag hij als aparte rassen. Hij rekende zichzelf tot de Saksen, een volk dat vrij boers zou zijn. Volgens Knox stonden de donkere rassen dusdanig ver van de Saksen dat vijandigheid onvermijdelijk zou zijn. Vooral de Kelten moesten het ontgelden en hij deinsde er niet voor terug om etnische zuiveringen aan te moedigen ten tijde van de Ierse hongersnood.
Zijn onderzoek naar schedels bracht Franz Joseph Gall tot cranioscopie en frenologie, waarmee hij meende karaktereigenschappen te kunnen afleiden uit knobbels op de schedel. Hoewel frenologie nog geruime tijd beoefend zou worden, ondervond het ook in die tijd al kritiek als pseudowetenschap. Zij die een Europese superioriteit voorstonden, haalden er echter ook bruikbare aanwijzingen uit. Frenoloog George Combe stelde in The Constitution of Man dat om tot de grootste perfectie te komen er begonnen moest worden met goede kiemen, daarmee vooruit lopende op de eugenetica. Daarnaast zou de vorm en grootte van de hersenen bepalend zijn voor de kwaliteiten van mensen en hierbij zouden nationale kenmerken meespelen. De hersenen van hindoes en indianen zouden inferieur zijn en dit zou te merken zijn bij kinderen uit gemengde huwelijken.
Carl Gustav Carus meende niet in de valkuil van frenologie te stappen en zich te beperken tot cranioscopie, maar in werkelijkheid deed hij uitspraken over karaktereigenschappen op basis van schedelobservaties die veel weg hadden van frenologie. In 1849 kwam Carus met een rassentheorie met drie volkeren. Net als zijn vriend Goethe behoorde hij tot de romantici en net als Goethe onderscheidde hij de Wohlgeborene en hun tegenhangers. De Europeanen en Arabieren waren de dagvolkeren en alleen deze zouden cultuurdragend zijn. De nachtvolkeren waren de Afrikanen en de schemervolkeren waren de Aziaten en de indianen. De schemervolkeren zouden wel tot cultuur in staat zijn, maar dan alleen onder invloed van de dagvolkeren.

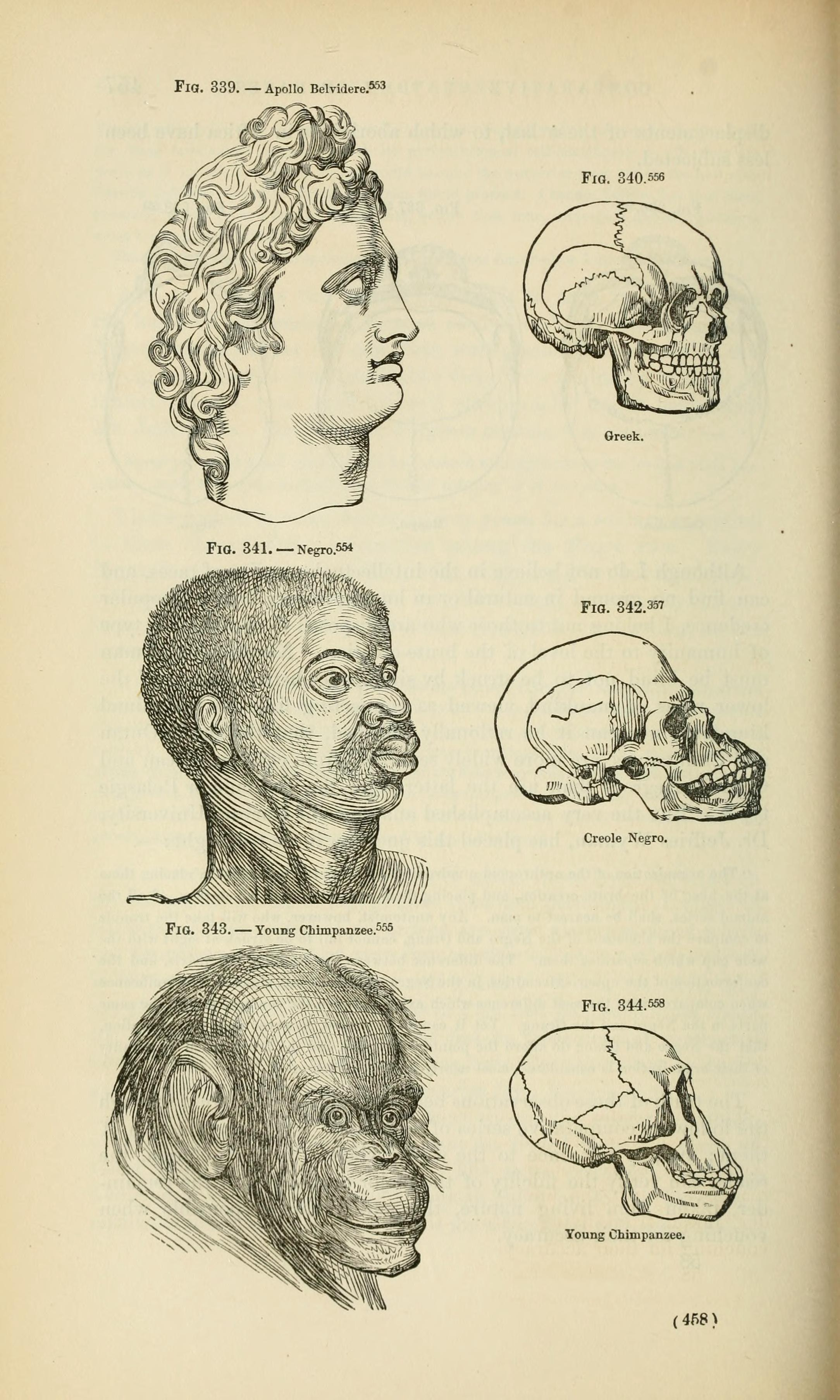
De hiërarchie van rassen volgens Indigenous Races of the Earth van Josiah C. Nott en George Gliddon

Antropoloog en slavenhouder Josiah C. Nott en George Gliddon bouwden voort op het werk van Samuel George Morton met Types of Mankind uit 1854. Hierin verdedigden zij een polygenetisch standpunt waarbij elk ras superieur zou zijn in de eigen omgeving. In Indigenous Races of the Earth uit 1857 kwamen zij tot een hiërarchie van rassen.

### Gobineau
Arthur de Gobineau refereerde in Essai sur l'inégalité des races humaines (Verhandeling over de ongelijkheid van de menselijke rassen) uit 1853-1855 aan Carus. In dit werk verhaalde hij dat gunstige natuurlijke omstandigheden niet tot superieure culturen hadden geleid, maar dat superieure rassen deze tot stand hadden gebracht. Ook Gobineau zag drie rassen – blank, geel en zwart – waarbij volgens Gods wil het blanke ras over de grootste schoonheid en intelligentie zou beschikken. Door rassenvermenging waren er volgens Gobineau echter uit de drie rassen achtendertig onderrassen ontstaan. Dit zou afbreuk doen aan de superieure cultuur en deze degeneratie was daarom ongewenst. Van de onderrassen zou het Arisch ras nog de grootste raszuiverheid kennen, maar tot ondergang gedoemd zijn bij verdere vermenging waarmee de vorming van een Europees wereldrijk gepaard ging. Daarbij combineerde Gobineau ras met sociale klasse, waarbij de bestaande sociale orde zou zijn ontstaan nadat een dominant ras een samenleving veroverd had op een ander ras. Het dominante ras zou daarna de adel vormen en het onderworpen ras het proletariaat. De bourgeoisie zou gevormd zijn door vermenging van die twee rassen. Voor een antirevolutionair als hij was dit klassenonderscheid belangrijker dan het raciale verschil. Hij verweet de antropologen van die tijd dan ook te gemakkelijk verbanden te leggen tussen apen en Afrikanen. Zijn houding tegenover de Joden varieerde. Enerzijds was er bijna een filosemitisme in zijn beschrijving van het joodse volk als een vrij, sterk en intelligent volk dat miscegenatie wist te voorkomen. Anderzijds zag hij de joodse invloed op de Arische cultuur als verderfelijk en neigde hij later naar een antisemitische houding. Bij Gobineau stamden de Arisch relatief zuivere Hellenen af van Titanen die Griekenland veroverd zouden hebben op de inheemse bevolking, mogelijk Kelten of Slaven, waarbij die laatsten zowel blank als geel bloed zouden hebben. Vermenging tussen die groepen zou de Thraciërs hebben opgeleverd. De Grieken zouden verder invloeden hebben van:
- de Feniciërs, wat zwarte Hamieten zouden zijn
- de Libiërs, bijna zwarte Hamieten
- de Arabieren en Hebreeën, zeer gemengde Semieten
- de Filistijnen, mogelijk zuiverder Semieten
- de Kretenzers en andere eilanders, vergelijkbaar met de Filistijnen

in 1885 waarschuwde Gobineau met Ce qui se fait en Asie voor het vermeende gele gevaar en met de Chinees-Franse Oorlog ontstond hernieuwde belangstelling voor zijn werk. In Frankrijk vond de ondergangsprofetie van Gobineau echter weinig weerklank en Alexis de Tocqueville was het hartgrondig oneens met zijn vriend. De minachting voor de medemens die uit de ideeën van Gobineau sprak, zag Tocqueville alleen maar kwaad brengen. Hij stelde dan ook dat er te veel verschil van inzicht was om nog een zinvolle discussie te kunnen hebben. Dat weerhield Tocqueville er niet van om de stijl van het boek te prijzen en dat het een erudiet werk was voor hen die de revolutie moe waren en wensten dat de ideeën van Gobineau waarheid bevatten.
Het wetenschappelijk racisme werd voorafgegaan door een christelijk proto-racisme, bijvoorbeeld op het Iberisch Schiereiland met het concept van de limpieza de sangre ofwel zuiverheid van bloed. Dit evolueerde met de inzichten van de verlichting, de opkomst van de wetenschappelijke methode en het overwicht van het Westen, dat de ontdekkingsreizen en kolonisatie mogelijk maakte. Het monogenisme van de Bijbel kon steeds minder goed in overeenstemming worden gebracht met de observaties van vreemde volkeren en zo ontstonden heterodoxe visies van polygenisme zoals die van Isaac La Peyrère, waarin Adam niet de voorvader van alle mensen was. Paradoxaal genoeg golden daarbij de waarden van de verlichting op het gebied van gelijkheid niet voor niet-Europeanen.

## Superioriteit
Het militaire overwicht dat het mogelijk maakte om op de ontdekkingsreizen inheemse volkeren te onderwerpen, versterkte het idee van superioriteit. Met de wetenschappelijke vooruitgang groeide ook het vooruitgangsgeloof. De philosophes – de intellectuelen van de verlichting – stelden dat de westerse wereld een bepaalde mate van volwassenheid had bereikt, iets waarvoor rond die tijd het begrip beschaving in zwang kwam. Het idee van vooruitgang was breed gedragen en in vele werken werden voorbeelden benoemd. Turgot stelde in Les avantages que la religion chrétienne a procurés au genre humain uit 1750 dat het gehele menselijke ras, alhoewel langzaam en afgewisseld met periodes van onrust, een steeds grotere perfectie bereikte. De menselijke natuur was daarbij in principe onveranderlijk. Dat er toch zo veel verschillende volkeren en gewoontes waren, werd verklaard door te stellen dat deze zich in verschillende fases van ontwikkeling bevonden. Zo schreef Voltaire in het in 1756 verschenen Essai sur les mœurs et l'esprit des nations met waardering over de Chinese, Indische, Perzische en islamitische beschavingen, maar hij zag daar nog wel de irrationele krachten overheersen. Omdat de westerse beschaving deze had overwonnen, zag hij deze als superieur. Over de Afrikanen schreef hij minachtend, henzelf de schuld gevend van hun slavernij. Hoewel Voltaire nooit een Afrikaan had ontmoet, wist hij te vertellen dat er grote verschillen in intelligentie bestonden tussen de vermeende rassen en dat die verschillen niet door het klimaat waren veroorzaakt. Hoewel goed in filosofie, waren de Joden volgens Voltaire het meest verachtelijke volk op aarde.
Zo gold ook het eigen verleden voor de meeste philosophes als minderwaardig, al beschreven zij het proces niet expliciet en zagen zij ook periodes van terugval. Markies de Condorcet was hierop een uitzondering. Hij beschreef in Esquisse d'un tableau historique des progrès de l'esprit humain uit 1795 een proces dat weliswaar soms vertraagde, maar verder alleen maar vooruitgang kon brengen. Voorbeelden van vooruitgangsgeloof zijn ook te vinden in het Hegeliaanse idealisme en het socialisme. Hoewel niet iedereen in de achttiende eeuw het vooruitgangsgeloof en het idee van een Europese superioriteit aanhing, werd het wel breed gedragen, ook in de archeologie en antropologie.
Niet alle denkers in de negentiende eeuw onderschreven dit idee dat andere volkeren inferieur waren. Als universalist stond Auguste Comte een egalitaire maatschappij voor. Het eurocentrisme was ook hem echter niet vreemd, want in het proces om zover te komen, moest het Westen wel de leiding nemen. Ook Karl Marx vertoonde een vergelijkbaar anti-racistisch racisme met zijn idee van een unilineaire of eenlijnige culturele evolutie waarbij het Westen als voorbeeld moest dienen voor de rest van de wereld.

### Kant
Naast de natuurlijke historie had ook de filosofie zijn invloed. David Hume, hoewel bekend als een groot tegenstander van vooroordelen en intolerantie, voegde in 1754 een voetnoot toe aan On national characters uit 1748 waarin hij het vermoeden uitte dat Afrikanen inferieur waren aan Europeanen en stelde dat geen enkele van de Afrikanen die als slaaf naar Europa waren gebracht iets noemenswaardigs had gepresteerd. Immanuel Kant herhaalde de woorden van Hume en dacht dat het verschil in karakter net zo groot was als het kleurverschil. Bij niet-blanken deugde ook de seksuele moraal niet, terwijl Afrikanen hun vrouwen altijd gevangen hielden. Volgens Kant had de mensheid zijn grootste perfectie bereikt met het blanke ras en stonden de Amerikaanse indianen onderaan. Zo kwam hij tot een rechtvaardiging voor slavernij. Deze benadering, waarbij andere volkeren als afwijkend en minderwaardig beoordeeld werden, net als vrouwen en Joden elders, ging in tegen zijn categorische imperatief, het principe van moreel universalisme:
Dus is er maar een enkele categorische imperatief, en wel deze: handel alleen volgens die maxime waardoor je tegelijkertijd kunt willen dat zij een algemene wet wordt.
Evenals Hume had Kant nauwelijks contact gehad met Afrikanen en was hij in dat opzicht een kamergeleerde. Mogelijk was zijn werk op het gebied van ras een reactie op Johann Gottfried Herder, die het rassenonderscheid zinloos achtte. In Recensionen von J.G. Herders Ideen zur Philosophie der Geschichte der Menschheit uit 1785 stelde Kant dat het concept ras door Herder wellicht onvoldoende was uitgewerkt. In datzelfde jaar publiceerde hij Bestimmung des Begriffs einer Menschenrace, waarin hij het alleen over fysieke verschillen had en betoogde dat alle mensen essentiële menselijke kenmerken delen. Hij noemde geen morele, intellectuele en psychologische verschillen, wat niet hoeft te betekenen dat hij zijn vroegere inzichten verlaten had.
Kritiek kreeg Kant onder meer van Johann Daniel Metzger en vooral van Georg Forster, die op de tweede reis van James Cook was mee geweest. In Noch etwas über die Menschenrassen, dat Forster in 1768 in Der Teutsche Merkur publiceerde, schreef Forster dat Kant feiten wegliet die niet met zijn theorie overeenkwamen en tekende hij bezwaar aan tegen blanke superioriteit en slavernij. Über den Gebrauch teleologischer Principien in der Philosophie uit 1788 was daarop het weerwoord van Kant. Refererend aan het argument van Matthias Christian Sprengel tegen abolitionist James Ramsay beweerde hij dat Indiërs en Afrikanen wel kunnen werken, maar zichzelf daar niet toe kunnen zetten, omdat ze de Antriebe zouden missen. De indianen zouden te vroeg gemigreerd zijn, waardoor ze zich niet goed hadden aangepast aan de nieuwe omgeving en aldus nog minder dan de Afrikanen tot werken in staat waren.. In de jaren 1790 lijkt er een kentering op te treden in zijn denken en in Zum ewigen Frieden kregen ook niet-Europeanen van hem een wereldburgerrecht en veroordeelde hij het Europese imperialisme. In Die Metaphysik der Sitten kreeg iedereen zelfs het aangeboren recht op vrijheid.

### Hegel
Hegel verweet die Neger een ongeïnteresseerde kinderlijkheid en legde zo de schuld van hun slaaf-zijn bij henzelf. In tegenspraak daarmee schreef hij hun in dezelfde alinea het vermogen tot Bildung toe en prees hij hen vanwege de Haïtiaanse Revolutie, die geïnspireerd was door de door hem zo bewonderde Franse Revolutie. Volgens Hegel was het debat over monogenisme en polygenisme irrelevant en was afstamming geen reden om mensen de vrijheid te ontnemen. Hegel kwam echter wel tot een rechtvaardiging van slavernij, maar dan op culturele gronden. Het idee van individuele vrijheid zou onbekend zijn geweest voor de komst van het christendom. Om een werkelijk vrije Geist of geest te ontwikkelen, zou een volk eerst onderworpen moeten zijn geweest en daarom zou slavernij geen absoluut onrecht zijn. Bij Hegel werd slavernij daarmee in zekere zin een gunst; alleen wie zich daaraan ontworsteld had kon werkelijk vrij zijn. Waar bij Kant het potentieel tot autonoom handelen voldoende was, achtte Hegel het noodzakelijk dat deze autonomie actief werd nagestreefd. Daarbij ging hij eraan voorbij dat het de Afrikanen niet aan moed ontbrak, maar aan wapens om zich afdoende te verzetten. Daarnaast hing volgens hem de legitimiteit van de strijd af van de uitkomst: een strijd tegen onderwerping zou alleen gerechtvaardigd zijn als hij gewonnen wordt. Het racisme bij Hegel komt onder meer naar voren in zijn biologische determinisme. Hij was niet altijd goed te volgen, zo bleek uit aantekeningen van Griesheim en Kehler. Huidskleur zou slechts een gevolg zijn van het klimaat. Enerzijds zou de voorkeur voor een huidskleur subjectief zijn, maar objectief zou de kleur van Europeanen zou wel een objectief voordeel hebben. Hegel zag de Afrikanen ook niet in staat tot verdere ontwikkeling.

### Jefferson
Waar veel Europeanen vooral via reisverslagen bekendheid kregen met Afrikanen, maakten dezen in Amerika een substantieel deel uit van de bevolking. Thomas Jefferson was als een van de opstellers van de Amerikaanse Onafhankelijkheidsverklaring een groot aanhanger van ideeën als dat alle mensen gelijk geschapen zijn en van burgerlijke vrijheden. Dat kwam ook terug in zijn Notes on the State of Virginia uit 1785, waarin hij onder meer inging tegen de stelling van Buffon dat de natuur in de Nieuwe Wereld degeneratief was. Tegelijkertijd was hij slavenhouder en vermoedde hij dat Afrikanen inferieur waren.
In 1791 kwam hij tegenover de zwarte wiskundige Benjamin Banneker terug op zijn stelling dat de vermeende achterstand niet aan het gebrek aan opleiding te wijten was. Hij pleitte voor geleidelijke afschaffing van de slavernij, die voor beide partijen ongunstig zou zijn. Uit vrees voor slavenopstanden zag hij niets in het mengen van de bevolkingsgroepen en bepleitte een terugkeer naar Afrika voor vrijgelaten slaven.

### Völkischer Nationalismus

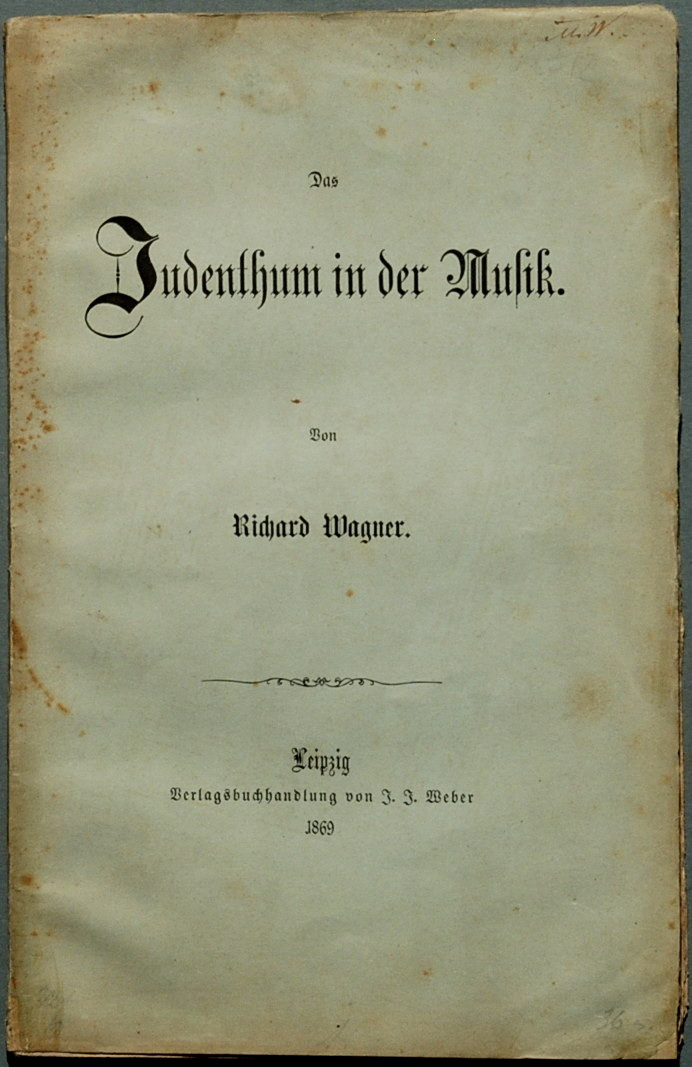
Richard Wagner kwam in Das Judenthum in der Musik uit 1869 met een artistiek antisemitisme. Componisten als Felix Mendelssohn en Giacomo Meyerbeer, die hem in zijn carrière geholpen hadden, zouden door hun ras oppervlakkige muziek maken

Met de componist Richard Wagner bouwde Gobineau een vriendschap op en Wagner gebruikte Bayreuther Blätter om de ideeën van Gobineau in Duitsland te verspreiden en Gobineau werd ook lid van de Bayreuther Kreis. Anders dan Gobineau dacht Wagner dat het Arische ras niet verdoemd was, maar dat er een regeneratie zou zijn. Wagner had in 1850 in het onder een pseudoniem gepubliceerde Das Judenthum in der Musik al blijk gegeven van antisemitisme en droeg bij aan het idee dat Joden nooit werkelijk deel uit konden maken van de Duitse natie. Dit speelde zich af binnen de context van het romantisch nationalisme en het etnisch nationalisme. Waar de Joden door Voltaire nog veroordeeld werden vanwege hun vermeende religieuze fanatisme en weerstand tegen de rede, veroordeelden romantisch nationalisten hen vanwege een vermeende extreem rationalisme. Onder invloed van de völkische Bewegung groeide dit uit tot het völkischer Nationalismus. In 1894 werd zo ook de Deutschbund opgericht door Friedrich Lange. In Duitsland kreeg Gobineau wel een belangrijke invloed en richtte Ludwig Schemann in 1894 een Gobineauvereniging op. Schemann droeg belangrijk bij aan de opkomst van het gobinisme in Duitsland en dacht anders dan Gobineau dat het Arische ras niet verdoemd was, maar het verlossende ras was. 
Houston Stewart Chamberlain was een francofiel tot hij op zijn drieëntwintigste Wagner hoorde. Hij werd spontaan Wagneriet en germanofiel, maar ook francofoob. Hij schreef völkische werken, gevuld met antisemitisme en racisme en een mythisch Duitsland. Ook leerde hij Sanskriet om de hindoegeschriften te lezen die een beeld gaven van een rigide kastenstelsel met een Arisch volk dat hij verbond met het Duitse volk. Hij ontwikkelde een vriendschap met de weduwe van Wagner, Cosima, en leerde via haar het werk van Gobineau kennen. Diens werk was van grote invloed op Die Grundlagen des neunzehnten Jahrhunderts uit 1899, waarin Chamberlain het Indo-Europese of Arische volk als erfgenamen van het Romeinse Rijk neerzette. Op het moment dat Germaanse stammen het Romeinse Rijk vernietigden, zou dit al in handen zijn geweest van de Joden en andere niet-Europese volkeren. Joodse financiële aangelegenheden zouden ten grondslag liggen aan alle oorlogen. Chamberlain wees het darwinisme af en betoogde dat Jezus geen Jood was geweest. Hij kwam tot een complexe theorie over rassenoorsprong en fysieke kenmerken, daarbij teruggrijpend op wat Gestalt volgens Goethe zou zijn geweest. Joden en ariërs zouden de enig overgebleven pure rassen zijn die zouden strijden om wereldoverheersing, waarbij er maar een succesvol kon zijn. Waar Joden volgens Wagner nog Duitsers konden worden door zich te bekeren, hing Chamberlain een biologisch determinisme aan waardoor dit niet mogelijk zou zijn. Die Grundlagen werd zeer succesvol; niet alleen in Duitsland, maar ook in het buitenland werd het geprezen.

### Eugenetica
Francis Galton, een halve neef van Charles Darwin, stelde in 1883 in Inquiries into Human Faculty and Its Development dat het belemmerende effect van de beschaving op natuurlijke selectie opgeheven zou moeten worden met enerzijds positieve eugenetica – het aanmoedigen van de meest geschikten tot meer voortplanting – en anderzijds negatieve eugenetica – het ontmoedigen of verhinderen van de minder geschikten om zich voort te planten. In 1899 stelde Haeckel in Die Lebenswunder dat het doden van pasgeboren kreupele kinderen, zoals de Spartanen deden, niet als moord zou moeten worden gezien en dat enkele honderdduizenden ongeneeslijk zieken dood beter af zouden zijn, voor zichzelf en voor de maatschappij.
Alfred Ploetz ging nog een stap verder. In 1895 publiceerde hij Grundlinien einer Rassenhygiene. Rassenhygiëne moest bereikt worden door sterke kinderen te stimuleren en zwakke kinderen uit te roeien. Wilhelm Schallmayer was een andere drijvende kracht achter de Duitse eugenetica en publiceerde in 1891 Über die drohende körperliche Entartung der Kulturmenschheit. Hij stelde dat medicijnen de individuele patiënt weliswaar dienden, maar niet het menselijke ras dat daardoor degenereerde. In Nederland was onder meer Sebald Rudolf Steinmetz een belangrijke voorstander. In 1905 richtte Ploetz de Gesellschaft für Rassenhygiene op om het vermeende noordische ras te beschermen. In 1911 werd de Internationale Hygiene-Ausstellung gehouden waar naast de volksgezondheid ook eugenetica onder de aandacht van het grote publiek kwam.
In 1907 in Het Verenigd Koninkrijk de Eugenics Education Society werd opgericht door Sybil Gotto en Galton om onder meer sociale hygiëne te promoten. In Zweden werd in 1922 de Statens institut för rasbiologi opgericht met Herman Lundborg aan het hoofd. In de Verenigde Staten was Madison Grant een belangrijke eugeneticus die het noordicisme aanhing met The Passing of the Great Race uit 1916. Henry Fairfield Osborn stelde in het voorwoord dat er geen sprake van een vooroordeel was, maar dat het vaderlandsliefde betrof. In 1921 werd de American Eugenics Society opgericht.

### Nazisme
Het nationaalsocialisme wist de Volksgeist uit de romantiek en de mystiek van het positieve christendom te combineren met het wetenschappelijk racisme en eugenetica. Jeffrey Herf omschreef de omarming van de moderne techniek waarmee de afwijzing van de verlichting en de liberale democratie gepaard ging als reactionair modernisme. De Joden zouden volgens Hitler van nature slecht zijn. Daarnaast zouden de Joden Afrikaanse troepen hebben laten doordringen tot het Rijnland, met als doel de vernietiging van het blanke ras door bastaardisering. Ook de in het tsaristische Rusland gefabriceerde Protocollen van de wijzen van Sion werden aangehaald als bewijs voor de complottheorie van het joodse streven naar wereldheerschappij. Hoewel Hitler het argument dat de Joden van nature slecht zouden zijn tot in het extreme doortrok, waarmee hij aansloot bij het gedachtegoed van Alfred Rosenberg, was het ingebed in het antisemitisme dat al decennialang groeide in Duitsland. Dat betekende niet dat de gehele bevolking instemde met de uitroeiing van de Joden; een groot deel daarvan vond accommodatie al voldoende.

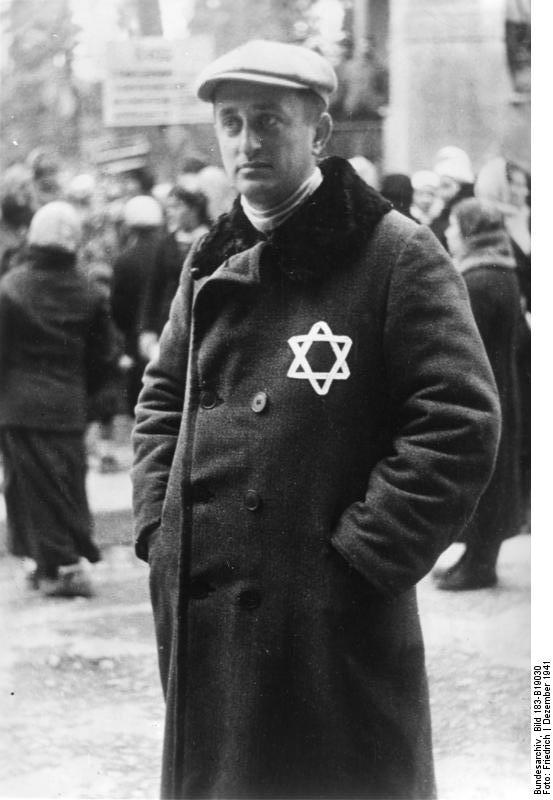
De Jodenster als onderscheidingsteken

Nadat de nazi's in 1933 aan de macht waren gekomen, werd met de rassenwetten van Neurenberg een segregatie doorgevoerd tussen Reichsbürger die deutschblütig waren en Staatsangehörigen die dat niet waren. Daarmee werden Joden praktisch uitgesloten van kiesrecht en openbare functies. Ook de Roma ondervonden deze segregatie en waren eveneens slachtoffer van de nazi-eugenetica. In 1936 werd de pseudowetenschappelijke Rassenhygienische Forschungsstelle (RHF) opgericht om onderzoek te doen naar de Roma. Vroege concentratiekampen werden vooral voor politieke gevangenen gebruikt, maar in 1936 begon de Porajmos en na de Kristallnacht werden zo'n 30.000 Joden in kampen ondergebracht, een eerste stap op weg naar de Holocaust, die de Endlösung der Judenfrage moest zijn. Om de Arische genetische zuiverheid te behouden werden onder de noemer genadedoding ook gehandicapten vervolgd, wat culmineerde in Aktion T4. Lebensborn moest het geboortecijfer verhogen en zo het zuiver arische ras versterken. Ook onder wetenschappers als antropologen en genetici was er veel steun voor de nazi-ideologie, met de Universiteit van Jena als centrum van de rassenbiologie.
Mede door de gruwelen van de Tweede Wereldoorlog waren genocide, eugenetica en segregatie van openlijk racistische regimes onaanvaardbaar geworden in de publieke opinie. Daarmee waren vooroordelen echter niet verdwenen, evenmin als uitgesproken racisme.

## Kritiek
Al voor de Tweede Wereldoorlog groeide het besef in de academische wereld dat er meer sprake was van culturele dan van biologische verschillen. Waar eerder met de vergelijkende methode de conclusie was getrokken dat primitieve samenlevingen zich ontwikkelden tot complexe zoals Europa, werd deze theorie van sociale ontwikkeling door onder meer Franz Boas ondergraven. De theorie werd gezien als etnocentrisch en ingegeven door het achterhaalde vooruitgangsgeloof. Als liberaal met joodse achtergrond streed Boas tegen racisme en ontwikkelde het historisch particularisme, de theorie dat elke cultuur uniek is met een eigen geschiedenis, gevormd door specifieke historische omstandigheden en omgevingsfactoren. Boas gaf in 1906 in een toespraak op uitnodiging van Du Bois aan dat in de lange geschiedenis van de mensheid de recente stand van zaken maar een momentopname was en dat de Afrikanen hun eigen verdiensten en grootsheid kenden:
The achievements of races are not only what they have done during the short span of two thousand years, when with rapidly increasing numbers the total amount of mental work accumulated at an ever increasing rate. In this the European, the Chinaman, the East Indian, have far outstripped other races. But back of this period lies the time when mankind struggled with the elements, when every small advance that seems to us now insignificant was an achievement of the highest order, as great as the discovery of steam power or of electricity, if not greater. It may well be, that these early inventions were made hardly consciously, certainly not by deliberate effort, yet every one of them represents a giant’s stride forward in the development of human culture. To these early advances the Negro race has contributed its liberal share. While much of the history of early invention is shrouded in darkness, it seems likely that at a time when the European was still satisfied with rude stone tools, the African had invented or adopted the art of smelting iron.
Dat die momentopname arbitrair is als argument om een groep mensen als inferieur te bestempelen, zou volgens Boas blijken als vanuit het perspectief van de Oud-Babylonische periode naar de voorouders van de Romeinen wordt gekeken, die toen als barbaren werden beschouwd. De toespraak van Boas was voor Du Bois zelf een openbaring:
Few today are interested in Negro history because they feel the matter already settled: the Negro has no history.
This dictum seems neither reasonable nor probable. I remember my own rather sudden awakening from the paralysis of this judgment taught me in high school and in two of the world's great universities. Franz Boas came to Atlanta University where I was teaching history in 1906 and said to a graduating class: You need not be ashamed of your African past; and then he recounted the history of the black kingdoms south of the Sahara for a thousand years. I was too astonished to speak. All of this I had never heard and I came then and afterwards to realize how the silence and neglect of science can let truth utterly disappear or even be unconsciously distorted.